# Peter Flötner
Peter Flötner (Thurgau kanton, 1490 körül – Nürnberg, 1546. október 23.) nürnbergi szobrászművész és rézmetsző. A német reneszánsz művészet egyik jelentékeny képviselője.

## Életpályája
Plakettjei nagyon népszerűek voltak és legtöbbször ötvösök használták mintául. A rézmetszetek és a szobrok mellett fametszéssel is foglalkozott, az ötvösséghez is értett, sőt a játékkártya-tervezésnek is mestere volt. Leginkább allegorikus alakokat ábrázolt. Posztumusz jelent meg 1549-ben Kunstbuch c. könyve, amely bútorok, vázák, eszközök, groteszkek s építészeti részletek rajzát tartalmazza.

## Műveiből

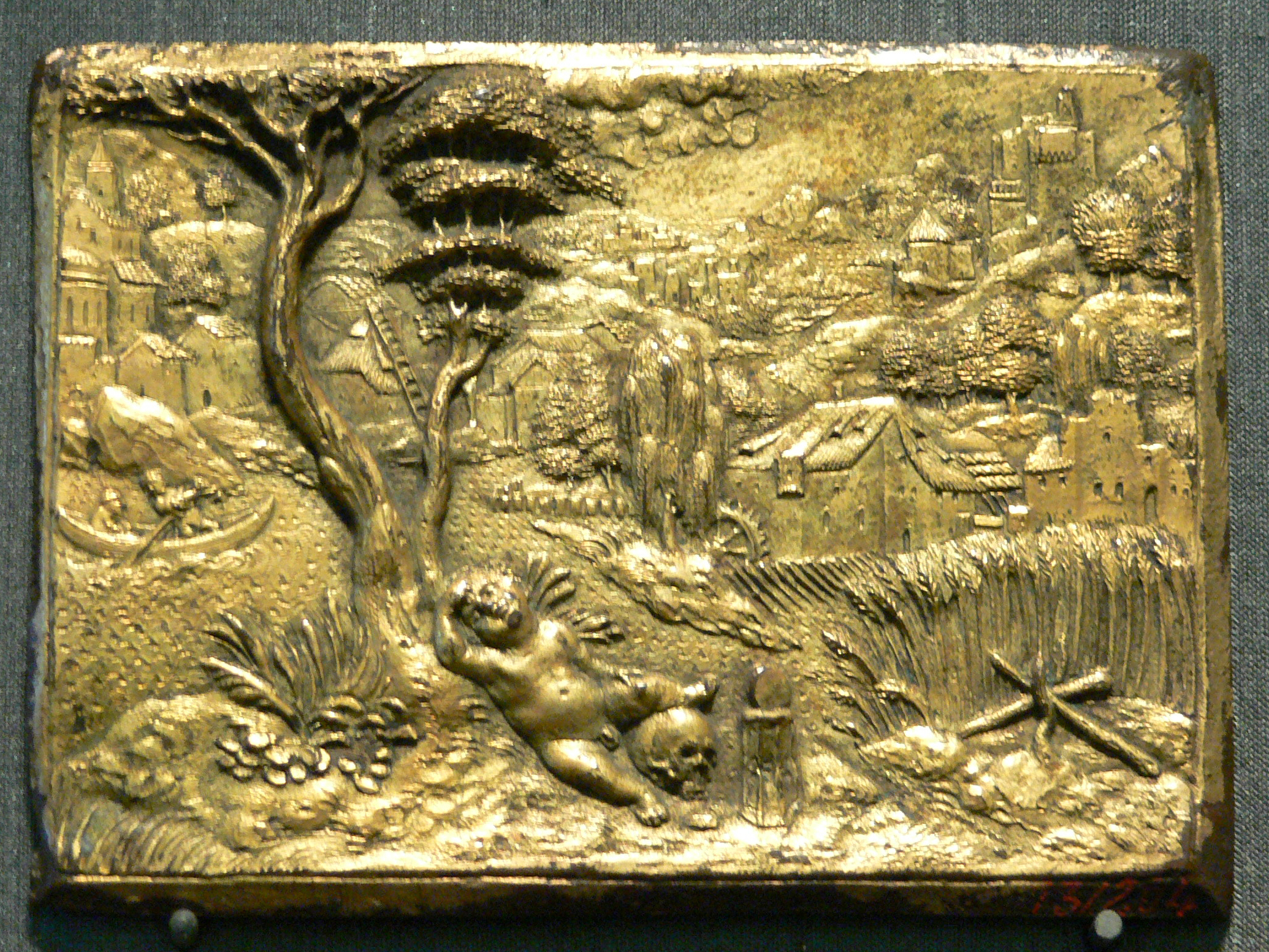
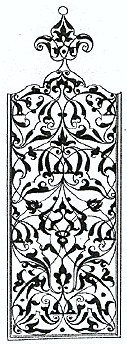
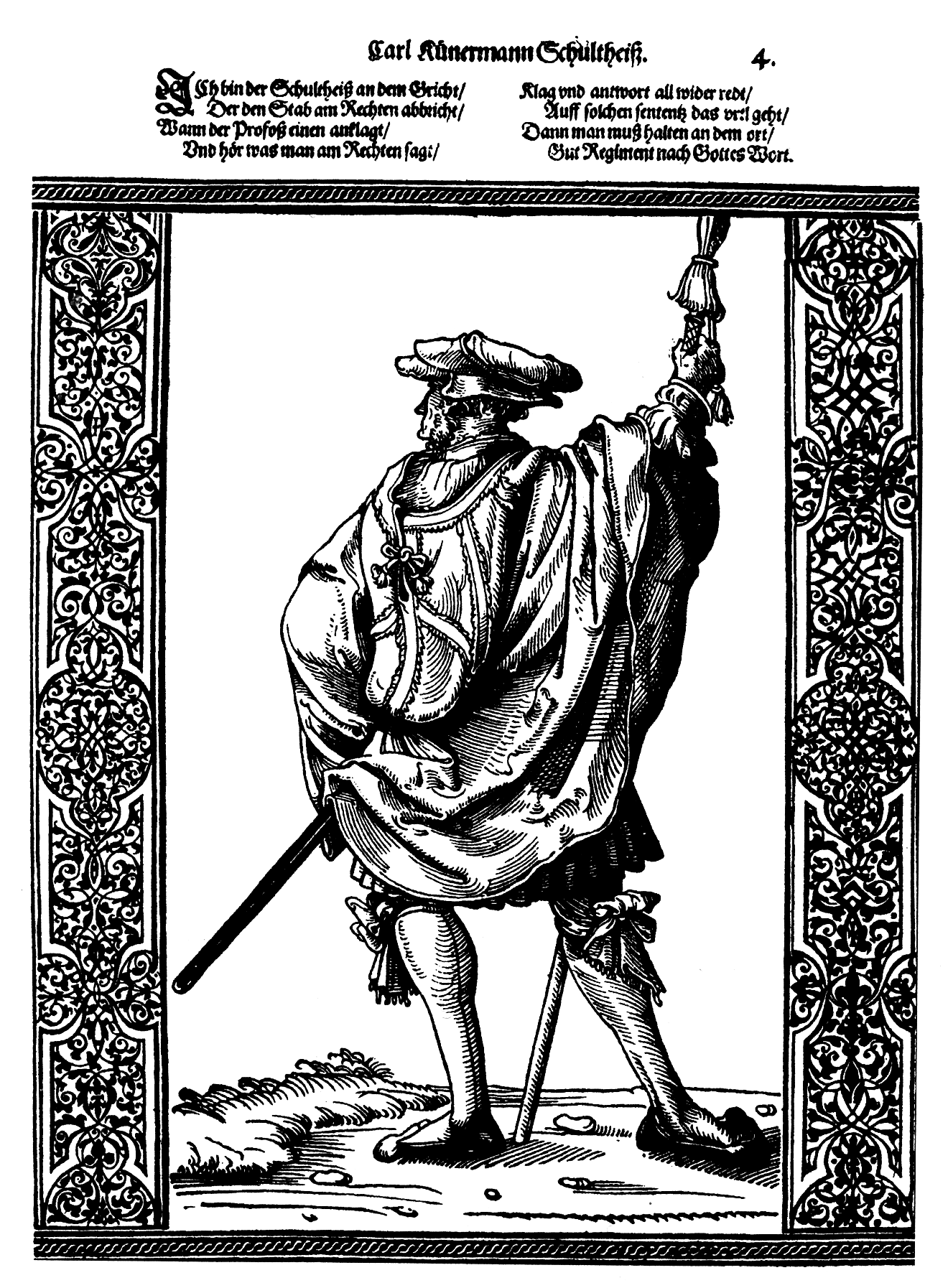
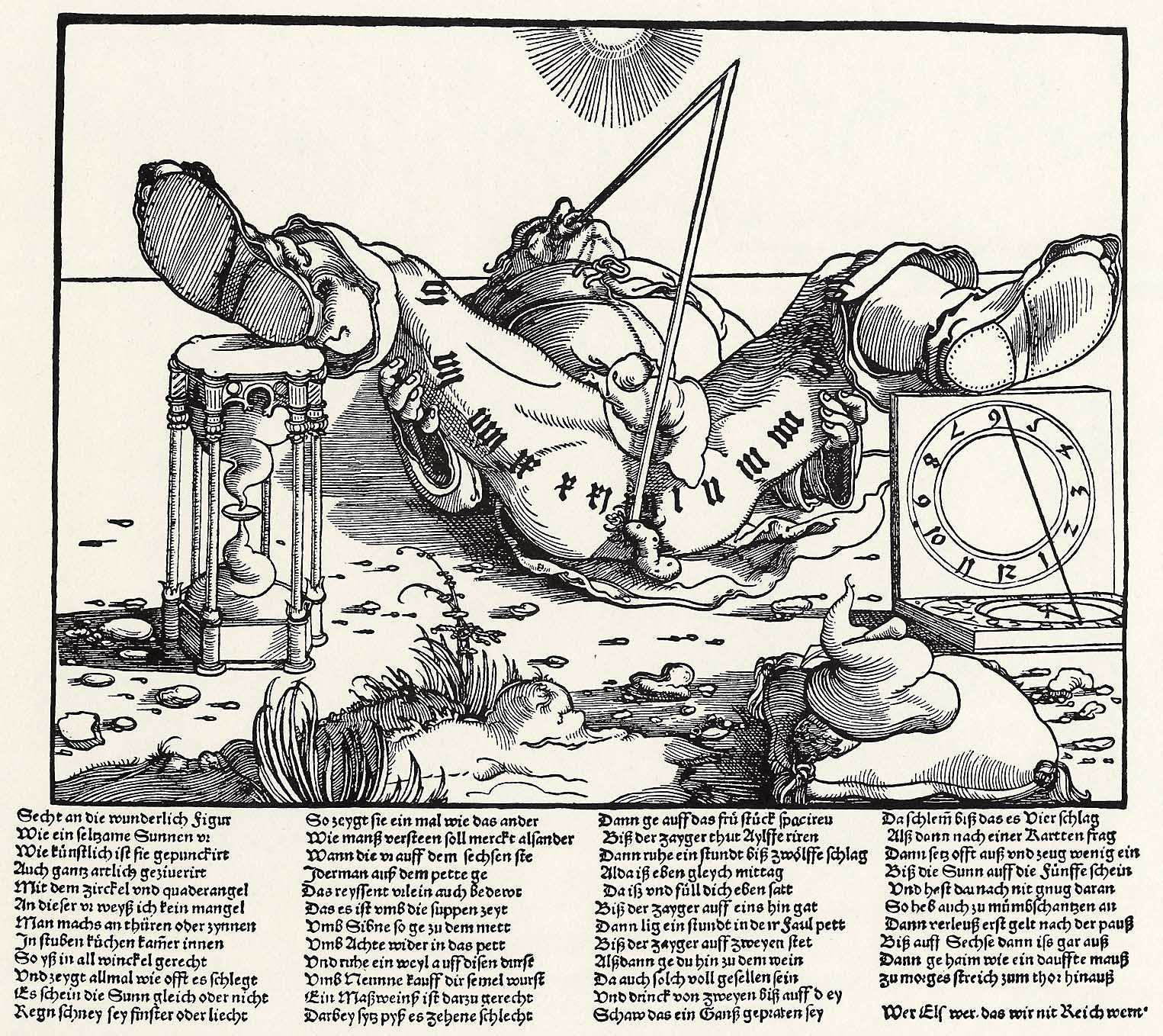